# Oxyomus masumotoi
Oxyomus masumotoi är en skalbaggsart som beskrevs av Shuhei Nomura 1973. Oxyomus masumotoi ingår i släktet Oxyomus och familjen Aphodiidae. Inga underarter finns listade i Catalogue of Life.